# 沟形壳科
沟形壳科（学名：Aulographaceae）为黑楯壳目的一科真菌。

## 下属分类
本科包括以下属：
- 沟形壳属 Aulographum Lib., 1834
- Lembosiella P.A.Saccardo, 1891